# Germán Vergara Donoso
Germán Vergara Donoso (Constitución, 6 de marzo de 1902-Santiago, 14 de abril de 1987) fue un abogado, politólogo, diplomático y político chileno, que se desempeñó como ministro de Estado —en la cartera de Relaciones Exteriores— durante los gobiernos de los presidentes Gabriel González Videla y Jorge Alessandri.

## Familia y estudios
Nació en Constitución, el 6 de marzo de 1902, hijo del juez Ramón Antonio Vergara Rodríguez y de Elena Donoso Bascuñán. Realizó sus estudios primarios y secundarios en el Colegio de los Sagrados Corazones de Santiago, y los superiores en las universidades Católica y de Chile, también de la capital, donde se titularía como abogado el año 1924.
Luego, efectuó un diplomado de especialización en el Instituto de Altos Estudios Internacionales de París, Francia. Nunca se casó y tampoco tuvo hijos.

## Vida pública
En el año 1921 ingresó al Ministerio de Relaciones Exteriores de su país. Fue secretario en Bruselas (Bélgica) en 1925 y en Lima (Perú) en 1929. Entre 1932 y 1938, es decir, durante el segundo gobierno del presidente Arturo Alessandri Palma, ocupó el cargo de subsecretario de Relaciones Exteriores.
En 1946 fue delegado de Chile ante las Naciones Unidas (ONU).
Estuvo a cargo de la asesoría jurídica de la cartera entre 1944 y 1947. El 2 de agosto de este último año fue nombrado ministro de Relaciones Exteriores por el presidente González Videla, cargo que ejerció por dos periodos: hasta el 7 de julio de 1948, y después, por veinte días, en febrero de 1950.
Ocho años más tarde fue nuevamente nombrado en el cargo, esta vez por Jorge Alessandri. Dejaría el puesto el 26 de agosto de 1961.